# 桂川千絵
桂川千絵（かつらがわ ちえ、12月17日 - ）は、日本の元女性声優。
青二プロダクションの養成所時代にオーディションで選ばれ、マダラプロジェクトアワー声優育成シミュレーション「学園少女」でデビューする。同番組で桑島法子・前田このみらとS-neryのユニットとして活動する。その後は白倉由美プロデュースのラジオ番組で活動していた。
1998年にラジオの出演が突然なくなっていて本人がいない中で共演者により引退が発表される。
青二プロを退所し、劇団ドラマチックシアターマガジン正式に所属し舞台女優となる。その後はヴィーヴに所属していた。

## 出演

### テレビアニメ
- ゲゲゲの鬼太郎（第4作）（1996年、童男、コースケ）

### ゲーム
- イイナ
- 英雄志願 -Gal Act Heroism-（1998年、チエ）
- ドリーム・ジェネレーション 〜恋か? 仕事か!?…〜（1998年、真木あやめ）

### ドラマCD
- MPD-PSYCHO サイコ サウンド・ストーリー（1998年、三島柚木）
- 学園少女
- 聖痕のジョカ
- 東京星に、いこう
- 飛ぶ教室
- イイナ

### 舞台
- ドラマチックシアターマガジン96年6〜7月公演[3]
- 7〜8月東京芸術劇場[4]
- 池袋東京芸術劇場小ホールI（ラニーニャ役）
- 未来伝説桃太郎[5]

## ディスコグラフィ

### アルバム
| 枚  | 発売日         | タイトル             | 規格品番   | レーベル       |
| --- | -------------- | -------------------- | ---------- | -------------- |
| 1st | 1998年10月21日 | のばら〜私を探しに〜 | COCX-30003 | 日本コロムビア |